# Episodi di Desperate Housewives (quinta stagione)
Negli Stati Uniti, la quinta stagione di Desperate Housewives è stata trasmessa dal 28 settembre 2008 al 17 maggio 2009, sul canale ABC. 
In Italia, la quinta stagione viene trasmessa in prima visione assoluta dal 26 novembre 2008 al 24 giugno 2009, ogni mercoledì su Fox Life di Sky.
In chiaro, la quinta stagione è stata trasmessa su Rai 2 dal 9 dicembre 2009 al 19 febbraio 2010.
Nicollette Sheridan, interprete del personaggio di Edie Britt, lascia la serie al termine di questa stagione.
L'antagonista principale della stagione è Dave Williams/Dash.
| nº | Titolo originale                                | Titolo italiano                         | Prima TV USA      | Prima TV Italia  |
| -- | ----------------------------------------------- | --------------------------------------- | ----------------- | ---------------- |
| 1  | You're Gonna Love Tomorrow                      | Il tempo vola                           | 28 settembre 2008 | 26 novembre 2008 |
| 2  | We're So Happy You're So Happy                  | Il buon vicino                          | 5 ottobre 2008    | 3 dicembre 2008  |
| 3  | Kids Ain't Like Everybody Else                  | I bulli e i prepotenti                  | 12 ottobre 2008   | 10 dicembre 2008 |
| 4  | Back in Business                                | Verde d'invidia                         | 19 ottobre 2008   | 17 dicembre 2008 |
| 5  | Mirror, Mirror                                  | Riflessi del passato                    | 26 ottobre 2008   | 7 gennaio 2009   |
| 6  | There's Always a Woman                          | Donne pericolose                        | 2 novembre 2008   | 14 gennaio 2009  |
| 7  | What More Do I Need?                            | Desideri incontrollabili                | 9 novembre 2008   | 21 gennaio 2009  |
| 8  | City on Fire                                    | Inferno di fuoco                        | 16 novembre 2008  | 28 gennaio 2009  |
| 9  | Me and My Town                                  | Vite allo specchio                      | 30 novembre 2008  | 4 febbraio 2009  |
| 10 | A Vision's Just a Vision                        | Sprazzi di luce nell'oscurità           | 7 dicembre 2008   | 11 febbraio 2009 |
| 11 | Home Is the Place                               | Un posto chiamato casa                  | 4 gennaio 2009    | 18 febbraio 2009 |
| 12 | Connect! Connect!                               | Connessioni                             | 11 gennaio 2009   | 25 febbraio 2009 |
| 13 | The Best Thing That Ever Could Have Happened    | Tutto si può riparare                   | 18 gennaio 2009   | 4 marzo 2009     |
| 14 | Mama Spent Money When She Had None              | Il potere dei soldi                     | 8 febbraio 2009   | 15 aprile 2009   |
| 15 | In a World Where the Kings Are Employers        | Il lavoro nobilita l'uomo... e la donna | 15 febbraio 2009  | 22 aprile 2009   |
| 16 | Crime Doesn't Pay                               | Le buone maniere                        | 8 marzo 2009      | 29 aprile 2009   |
| 17 | The Story of Lucy and Jessie                    | Piani segreti                           | 15 marzo 2009     | 6 maggio 2009    |
| 18 | A Spark. To Pierce the Dark.                    | Una scintilla nell'oscurità             | 22 marzo 2009     | 13 maggio 2009   |
| 19 | Look Into Their Eyes and You See What They Know | Unica nel suo genere                    | 19 aprile 2009    | 20 maggio 2009   |
| 20 | Rose's Turn                                     | Verità nascoste                         | 26 aprile 2009    | 27 maggio 2009   |
| 21 | Bargaining                                      | Contrattazioni                          | 3 maggio 2009     | 3 giugno 2009    |
| 22 | Marry Me a Little                               | Maschere                                | 10 maggio 2009    | 10 giugno 2009   |
| 23 | Everybody Says Don't                            | Il cerchio si stringe                   | 17 maggio 2009    | 17 giugno 2009   |
| 24 | If It's Only In Your Head                       | I tarli della mente                     | 17 maggio 2009    | 24 giugno 2009   |

## Il tempo vola

Il ritorno di Edie a Wisteria Lane

- Titolo originale: You're Gonna Love Tomorrow
- Diretto da: Larry Shaw
- Scritto da: Marc Cherry

### Trama
5 anni dopo gli eventi dell'ultima stagione, le casalinghe di Wisteria Lane hanno preso strade differenti. Susan e Mike sono stati implicati in un incidente automobilistico con un’altra vettura, nel quale sono rimaste vittime Lila Dash e sua figlia; da quell’episodio, che l’ha segnata, Susan pretese il divorzio da Mike, lasciando intendere che fosse lui al volante dell’auto, e ha da poco intrecciato una relazione segreta col suo giovane imbianchino Jackson, che però desidera vivere la loro storia alla luce del sole. Lynette e Tom, ancora proprietari della famosa pizzeria Scavo, si danno un gran da fare per controllare i gemelli Porter e Preston, che da bambini diabolici sono diventati adolescenti difficili da gestire. Oltre che a prendersela coi figli, Lynette si arrabbia soprattutto con Tom, che è sempre il padre permissivo di un tempo, così, per inculcargli il pensiero che i ragazzi abbiano bisogno di più disciplina, Lynette dà loro il permesso di usare l’amata decapottabile di Tom per il ballo scolastico. Nel frattempo, Bree si è affermata come autrice di libri di cucina e imprenditrice di successo nella ristorazione, venendo aiutata dal figlio Andrew, suo agente, e dall’amica Katherine, sua socia. Tuttavia, sotto un’apparente cordialità reciproca tra Bree e Katherine si cela una rivalità particolarmente accesa, dovuta al fatto che Katherine viene messa puntualmente in ombra da Bree, perciò, durante la trasmissione di un programma culinario, Katherine finge di star male per far preparare a Bree un dolce che non è in grado di cucinare; inoltre, Bree soffre ancora per la perdita di Benjamin, reclamato anni prima da Danielle, adesso sposata con un ricco avvocato. Intanto, Gabrielle e Carlos hanno avuto due bambine: la maggiore Juanita e la minore Celia. Gabrielle, dovendosi occupare sia della cecità di Carlos, sia della crescita delle figlie, ha rinunciato al lusso della sua vita precedente per tramutarsi nella semplice madre di famiglia che ha sempre temuto di diventare. In tutto ciò, un uomo di nome Dave Williams giunge a Wisteria Lane con la fretta di acquistare una casa per lui e sua moglie, ossia nientepopodimeno che Edie Britt. Nonostante si siano lasciate tutt’altro che in buoni rapporti con la donna, Susan, Lynette, Bree e Gabrielle danno il bentornato a Edie nel quartiere, e Lynette mette a disposizione la sua pizzeria per tenere una festa in onore dei Williams. L’indomani mattina, Dave intrattiene un colloquio telefonico con il suo dottore, che ha paura di saperlo in giro a piede libero perché potrebbe nuocere agli altri e a sé stesso; Dave tronca la conversazione, e viene reso evidente come l’uomo sia interessato ad una specifica persona che abita a Wisteria Lane.
- Guest star: Charlie Carver (Porter Scavo), Max Carver (Preston Scavo), Joy Lauren (Danielle Van De Kamp), Kathryn Joosten (Karen McCluskey), Gale Harold (Jackson Braddock), Kevin Rahm (Lee McDermott), Tuc Watkins (Bob Hunter), Madison De La Garza (Juanita Solis), Mason Vale Cotton (M.J. Delfino), Daniella Baltodano (Celia Solis), Marie Caldare (Lila Dash)

## Il buon vicino
- Titolo originale: We're So Happy You're So Happy
- Diretto da: David Grossman
- Scritto da: Alexandra Cunningham

### Trama
Mike incontra per puro caso Jackson a casa di Susan, e decide di conoscerlo meglio per capire se loro figlio MJ, diminutivo di Maynard James, sia esposto a buone compagnie. Susan accetta controvoglia per paura che Mike possa citarla in tribunale e richiedere l’affidamento esclusivo di MJ, ma sorprendentemente i due uomini stringono amicizia. Tuttavia, Susan intuisce che Mike abbia spifferato a Jackson un particolare che le piace a letto e proibisce loro di rivedersi. Jackson, in aggiunta, fa anche la conoscenza dell’altro ex marito di Susan, Karl. Nel frattempo, Lynette è preoccupata dalle amicizie di Porter, così si crea una falsa identità con cui poter chattare insieme a lui. Malauguratamente, col passar del tempo, Porter s’innamora della “ragazza” che sta messaggiando, e Lynette è costretta a chiudere la questione, venendo inequivocabilmente scoperta. Porter, offeso e ferito, si chiude in un muto silenzio senza più rivolgere la parola alla madre. Bree, intanto, firma il suo ultimo libro di ricette con il cognome del suo defunto marito Rex, ossia Van de Kamp, piuttosto che con quello attuale, Hodge. Ciò suscita una certa gelosia da parte di Orson, poiché Bree sembra avere il timore di essere criticata dal suo pubblico se uscisse fuori che suo marito è stato recluso in prigione per il tentato omicidio di Mike (questo farà capire che Orson, nel salto temporale, è riuscito a costituirsi proprio come voleva Bree e a salvare il loro matrimonio). Oltretutto, in un’intervista radiofonica, Bree non fa alcun accenno al suo essere sposata con Orson, il quale comincia a comportarsi in maniera fredda e acida con la moglie. Frattanto, Gabrielle è al settimo cielo quando riceve l’invito per l’esclusivo party della prestigiosa Michelle Downing, ma quest’ultima, tramite Bree, che si occupa del catering della serata, glielo ritira in quanto Carlos, che lavora come massaggiatore al club dove si terrà la festa, potrebbe far sfigurare il ricevimento. Gabrielle non si dà per vinto e s’imbuca alla cerimonia assieme a Carlos, ma dopo essere stati identificati, vengono cacciati via, e Gabrielle si sfoga per aver perso qualsiasi cosa della loro vita, compresa la posizione sociale. Edie se la prende parecchio per una battutina pungente della signora McCluskey sul suo aspetto fisico, perciò suo marito Dave chiede garbatamente a Karen di scusarsi con Edie, ma l’anziana non ne ha voglia. Il tono pacato e minaccioso di Dave, ad ogni modo, fa cambiare idea a Karen, che si scusa dunque con Edie, ma poi la donna si dirige da Katherine per scovare informazioni utili su Dave.

## I bulli e i prepotenti
- Titolo originale: Kids Ain't Like Everybody Else
- Diretto da: Bethany Rooney
- Scritto da: Joe Keenan

### Trama
Susan ha la netta sensazione che suo figlio MJ sia stato preso di mira da un bullo, ma il bambino non se la sente di parlarne alla madre. Un giorno, però, Susan osserva Juanita, primogenita dei Solis, spintonare MJ, e capisce che è lei che fa la prepotente col piccolo. Susan gradirebbe che Mike insegnasse a MJ come difendersi, ma fa di testa sua e assale Juanita proprio dinanzi a Gabrielle. Tra Susan e Gabrielle ne nasce una rissa che verrà calmata, e le due si chiariscono. Gabrielle, poi, prende coraggio e viene ripagata da Andrew per i soldi che aveva speso per l’auto comprata dal ragazzo, rivelatasi un vero catorcio. Bree e Orson, nel frattempo, accolgono Danielle, suo marito Leo e il loro Benjamin per il weekend. La famigliola indica di essere di stampo progressista, infatti Danielle ha istituito una dieta puramente vegetariana per Leo e Benjamin, così Bree, non contenta della cosa, offre di nascosto un hot-dog al nipote. Tuttavia, durante una cena in casa Hodge, Benjamin ha un attacco di vomito per via della carne mangiata, il che fa infuriare Danielle, la quale parte immediatamente con marito e figlio. Il fatto aggrava anche il rapporto tra Bree ed Orson. Intanto, mentre pulisce il garage, Tom riesuma una vecchia chitarra che simboleggiava il suo sogno di gioventù di formare una band, perciò Dave gli propone di avverare il suo desiderio, ma Lynette, contraria, rompe lo strumento dando la colpa alla figlia Penny. Dave compra quindi una nuova chitarra per Tom, e convince Lynette che la band è ciò che serve all’uomo per rimettersi in carreggiata con qualcosa che gli piace. Karen e Katherine continuano le loro ricerche su Dave, pertanto invitano Edie a cena per scoprirne di più, ma persino Edie dimostra di saperne tanto quanto loro riguardo al passato del marito. Alla cena di Bree, Dave zittisce le domande di Edie e delle vicine raccontando sofferenti aneddoti della sua vita. Tornati a casa, Dave, seccato dalla McCluskey, avanza a Edie l’ipotesi che Karen si atteggi in questo modo perché malata di demenza senile.

## Verde d'invidia
- Titolo originale: Back in Business
- Diretto da: Scott Ellis
- Scritto da: John Pardee

### Trama
Attraverso un disegno di MJ, Mike capisce di non essere molto presente nella vita di suo figlio, così corre ai ripari regalandogli una bicicletta nuova per insegnargli a pedalare. Tuttavia, sarà Jackson ad istruire MJ, e inutili sono le mosse di Susan per far credere a Mike che il bambino sia inesperto. Dopo essersi perso anche questo passo della crescita di MJ, Mike non sa più che pesci prendere finché Dave non decide di comprare la vecchia casa degli Young, come suggerito da Edie, e affittarla all’uomo per dargli la possibilità di stare più vicino al figlio e di entrare a far parte della band musicale composta da Dave e Tom. Intanto, Gabrielle e Carlos si concedono un pomeriggio di sesso, ma vengono interrotti da Juanita, perplessa dalla scena che si è ritrovata di fronte. In un primo momento, Gabrielle caccia una scusa banale per giustificare il loro comportamento, ma poi Carlos decide di dire la verità alla figlia nei minimi dettagli. Juanita, però, riporta il tutto anche ad una sua compagna di giochi, Bethany, i cui genitori s’arrabbiano con Gabrielle e Carlos, i quali cercano invano di risolvere la situazione. Nel frattempo, Bree celebra il suo debutto editoriale, riscuotendone l’invidia delle sue amiche casalinghe, specialmente di Lynette, che tenta quindi di designare a Bree una nuova idea per la sua campagna pubblicitaria, ma la donna declina gentilmente. Parallelamente, Bree scopre che Orson è stato licenziato da quando si è scoperto dei suoi precedenti penali, perciò Orson consiglia alla moglie di assumerlo nella sua impresa, ma la cosa non va giù a Katherine, che intima a Bree di non impiegare un altro socio. Sentitosi deluso, Orson si trasferisce nella stanza degli ospiti. Successivamente, durante la festa per la premiazione di Bree a “Donna d’affari dell’anno”, Lynette, ubriaca fradicia, insulta e umilia la sua amica, per poi farsi perdonare affermando di essere gelosa del successo di Bree che lei non ha mai saputo raggiungere quando lavorava nel mondo pubblicitario. In serata, stimolata dalle parole di Lynette, Bree accetta di promuovere Orson a suo collega di lavoro, così l’uomo torna nella loro camera da letto.

## Riflessi del passato
- Titolo originale: Mirror, Mirror
- Diretto da: David Grossman
- Scritto da: Jeff Greenstein

### Trama
Poco prima della festa a sorpresa per il 70º compleanno di Karen, le casalinghe rievocano determinati momenti degli ultimi 5 anni: Susan, dopo che Jackson le chiede di vivere insieme, ripensa al primo incontro avvenuto con l’uomo, assunto inizialmente per tinteggiare le pareti di casa sua in seguito al divorzio con Mike; Susan e Jackson passarono una notte di passione, ripromettendosi però che il loro rapporto sarebbe rimasto puramente fisico e superficiale, per questo Susan risponde di no alla proposta di Jackson; Lynette, invece, si ricorda di quando Tom fu vittima di un incidente sul lavoro, da cui Tom si autoconvinse di vivere a pieno la propria vita, infatti adesso la sua nuova ambizione è quella di girare il mondo con un camper assieme alla sua famiglia, ma Lynette ne è restia; Bree, intanto, si rammemora del brutto periodo in cui Orson fu sbattuto in prigione e Danielle esigé indietro il piccolo Benjamin, lasciandola nello sconforto più totale; Bree ricadde dunque nella sua assuefazione per l’alcol, ma fortunatamente Katherine riuscì a tirarla su di morale, oppure per lei sarebbe stata la fine, motivo per cui Bree, ora, non vuole rendere pubblica l’assunzione di Orson nella sua impresa senza prima dirlo a Katherine; infine, Gabrielle teme di essere nuovamente incinta, e si rammenta della prima volta che scoprì di aspettare un bambino, nonostante non potesse averne in origine. Alla festa, mentre gli invitati attendono l’arrivo di Karen, la tensione di ogni coppia esplode: Jackson, arrabbiato per il rifiuto di Susan, bacia Katherine; Tom rivela a Lynette di aver venduto la loro pizzeria; Orson impone a Bree il divorzio, e Gabrielle capisce che Carlos non si è mai sottoposto all’intervento di vasectomia come sollecitato dalla moglie. Tuttavia, l’andazzo della serata peggiora sempre più quando Karen sopraggiunge sul posto e aggredisce Dave, accusandolo di essere penetrato in casa sua. Le farneticazioni di Karen spingono gli ospiti a chiamare un’ambulanza, che porta via la McCluskey intontita. Più tardi, Lynette raccomanda a Tom di pensarci bene prima di rilevare la loro attività, mentre Gabrielle e Carlos decidono di essere più prudenti nei loro rapporti senza ricorrere alla vasectomia, e Orson, scoperto ciò che Katherine ha fatto per Bree in sua assenza, la ringrazia e le dice che lavorerà con loro soltanto se anche lei sarà d’accordo. Liberatosi finalmente di Karen, Dave può tranquillamente continuare col suo misterioso e diabolico piano.

## Donne pericolose
- Titolo originale: There's Always a Woman
- Diretto da: Mattew Diamond
- Scritto da: John Paul Bullock III

### Trama
Susan cerca di riappacificarsi con Jackson, ma becca un’altra ragazza nella doccia di casa sua. Il giorno dopo, Susan pare essere decisa a chiudere la loro storia perché sfortunata in amore, ma Jackson riesce a convincerla a ricominciare da zero e a lasciarsi il passato alle spalle. Carlos comprende di provocare degli orgasmi involontari ad una sua cliente per i massaggi, la facoltosa Virginia Hildebrand, che lo ricompensa con sostanziose mance. Virginia arriva ad offrire a Carlos un posto da massaggiatore personale e gli espone la pensata di partire insieme a lei per un viaggio in Europa ben ripagato, cosa che entusiasma Gabrielle, fino a quando quest’ultima non scopre degli effetti che i massaggi di Carlos producono a Virginia, perciò Gabrielle ne discute con la donna, che, da persona solitaria, è felice di avere finalmente compagnia e incita Gabrielle ad unirsi alla loro trasferta. Intanto, Anne Schilling, avvenente madre di un amico di Porter, affitta uno spazioso magazzino per Tom dove esercitarsi con la sua band, denominata “Blue Odyssey” e composta da Tom, Mike, Carlos, Orson e Dave. In più di un’occasione, Lynette sospetta che il marito le nasconda qualcosa, così una sera lo spia sino al deposito, dal quale vede uscire in punta di piedi proprio Anne. Lynette ipotizza immediatamente che Tom abbia una relazione extraconiugale, ma in realtà è loro figlio Porter ad essere l’amante di Anne. Nel frattempo, Orson inizia a lavorare con Bree e Katherine, ma la seconda comunica a Bree la sua intenzione di partire per il Maryland così da stare vicino alla figlia Dylan. Bree non può fare a meno di Katherine, per cui organizza un appuntamento al buio tra l’amica e Peter, una vecchia conoscenza di Orson che tuttavia si scopre essere un ex detenuto incriminato per traffico di organi. Per consolare Katherine dal disastroso incontro e darle un valido motivo per non andarsene, Bree ammette di considerarla ormai al pari di una sorella. Poco dopo, Katherine incrocia Mike, e lo invita a bere qualcosa. Frattanto, Dave racconta a Edie della morte di suo fratello Steve, ucciso in carcere da un suo compagno di cella che riuscì a cavarsela senza alcuna condanna, mentre Karen viene dimessa dall’ospedale e si trattiene da sua sorella Roberta per portare avanti la sua indagine su Dave. 

## Desideri incontrollabili
- Titolo originale: What More Do I Need?
- Diretto da: Larry Shaw
- Scritto da: Matt Berry

### Trama
Lynette e Tom sono sconvolti alla scoperta che Porter sia l’amante di Anne, così il giovane è forzato dai suoi a lasciare la donna. Ad un meeting tra genitori e insegnanti di scuola, inoltre, Lynette arriva alle mani con Anne, ingiungendole di non provarci mai più con il figlio. Purtroppo, Anne incontra Porter in privato, informandolo di essere incinta, perciò i due pianificano di scappare insieme. Intanto, Susan e Jackson formalizzano la loro relazione, ma Susan decide di aspettare per fare sesso fin quando entrambi non avranno modo di conoscersi meglio. Durante un appuntamento, difatti, Jackson confessa a Susan di essere un pittore, allora le mostra un quadro che raffigura la stessa Susan, la quale resta senza parole poiché il ritratto è così espressivo che Jackson le ha abbondantemente dimostrato di conoscerla sul serio. Gabrielle, Carlos e le loro bambine vengono viziati da Virginia, le cui attenzioni nei confronti della famiglia faranno ritrovare a Gabrielle la serenità di una volta, ma finiscono col diventare talmente morbose da non essere più gradite. Nel mentre del compleanno di Celia, per l’appunto, Gabrielle si scontra con Virginia, che in risposta telefona il direttore del country club presso cui lavora Carlos e denuncia l’uomo per aver abusato di lei. Nel frattempo, Bree e Orson copulano nella cucina dell’azienda, ma Andrew, il mattino seguente, li avverte che la loro scappatella è stata registrata da una telecamera di sicurezza e finita nelle mani di un ex dipendente licenziato, che adesso minaccia di pubblicarla. Andrew si occupa personalmente della faccenda e rientra in possesso del nastro, attraverso cui, però, si capisce che gli amanti filmati non sono Bree e Orson, piuttosto Mike e Katherine. Bree consegna la cassetta a Katherine, segnalandole di stare attenta a ciò che fa, essendo Mike l’ex marito di Susan. Roberta, sorella di Karen, riesce a scoprire che Dave, almeno una volta al mese, chiama per telefono un certo dottor Samuel Heller, psichiatra specializzato nel trattamento di menti criminali. Dopo essere stato messo in allerta da Karen e Roberta sul comportamento di Dave, Heller prenota seduta stante il primo volo per Fairview. 

## Inferno di fuoco
- Titolo originale: City on Fire
- Diretto da: David Grossman
- Scritto da: Bob Daily

### Trama
Julie, figlia oramai 24enne di Susan, si ferma per qualche giorno a Wisteria Lane in compagnia del suo nuovo fidanzato, nonché suo insegnante all’università, Lloyd. A Susan la cosa non va molto a genio, data la grande differenza d’età tra Julie e Lloyd e al fatto che l’uomo ha già divorziato ben 3 volte, tant’è che Lloyd ha ora in programma di chiedere la mano di Julie. Intanto, Preston sputa il rospo con Lynette a proposito della gravidanza di Anne, messa incinta da Porter, così Lynette conversa a quattrocchi con la donna, ma il loro discorso viene ascoltato anche da Warren, violento marito di Anne che, dopo aver mandato via Lynette, picchia barbaramente la moglie. Lynette torna però in soccorso di Anne, ridotta malamente, e la porta all’ospedale. Nel frattempo, Bree è ansiosa di essere intervistata da un’importante reporter, Sandra Birch, che tuttavia è famosa per stroncare le professioni di tante celebrità. Bree, Orson ed Andrew tentano di risultare quanto più perfetti e normali possibili, ma quando giunge una telefonata sulla libertà vigilata cui è sottoposto Orson, Sandra comincia a scavare a fondo nello sporco passato degli Hodge. Gabrielle e Carlos vengono nominati unici eredi del patrimonio di Virginia, con la quale i due si sforzano di andare d’accordo, sebbene la donna abbia fatto perdere il lavoro a Carlos con una falsa testimonianza. Frattanto, l’intera Wisteria Lane si raduna al locale di Warren per l’esibizione dei Blue Odyssey, ma il dottor Heller mette piede nella struttura per parlare con Dave. Nel contempo, Julie ribatte alla proposta di matrimonio di Lloyd dicendo di non volersi sposare mai in vita sua, basandosi sui fallimenti d’amore della madre Susan, mentre Bree fa un’inaspettata bella figura con Sandra affermando che il suo libro di ricette è un modo con cui spera di far sentire le altre casalinghe importanti ed influenti. Gabrielle, invece, non ce la fa più a sopportare le continue manie di gestione di Virginia sulla sua famiglia, alche la donna depenna il suo nome e quello di Carlos dal testamento. Porter, capendo che è stato Warren a picchiare Anne, gliele suona di santa ragione, ma Lynette riesce a recuperare il figlio, e Warren chiude le porte di sicurezza del locale. Dave conduce Heller sul retro del locale e lo strangola a morte, per poi cospargere dell’alcol e appiccare un incendio per non destare sospetti; Dave incontra Jackson e lo imprigiona in bagno per non farsi scoprire, dopodiché, durante la performance dei Blue Odyssey, l’incendio divampa e tutti, tra il panico generale, restano bloccati senza via di fuga. Dave rompe quindi una finestra e trae in salvo i presenti, ma Mike torna dentro per aiutare Jackson, il quale è già riuscito a liberarsi da solo, perciò Mike perde i sensi a causa del fumo inalato. Warren punta subito il dito contro Porter per lo scoppio dell’incendio, e Dave corre all’interno del locale per salvare Mike, sussurrandogli di non avere ancora finito con lui, e viene dunque acclamato come un eroe.

## Vite allo specchio
- Titolo originale: Me and My Town
- Diretto da: David Warren
- Scritto da: Lori Kirkland Baker

### Trama
L’ospedale di Fairview viene affollato dalle persone ferite nell’incendio al locale, tra cui ci sono Mike, Carlos ed Orson. Mike si lascia sfuggire a Susan di starsi sentendo con una sua amica, così Susan scarica la propria rabbia con Katherine, all’oscuro che sia lei la donna in questione. Tuttavia, Susan scopre la verità assaggiando uno dei biscotti di Katherine che erano anche nella stanza d’ospedale di Mike, ma la sua iniziale irritabilità viene tranquillizzata da Bree, la quale riesce a far capire a Susan che non c’è nulla di male se Mike sta ricominciando a costruirsi una nuova vita. Intanto, la contusione al naso di Orson, procuratasi nell’incidente, causa all’uomo un certo modo di russare insopportabile, tale da far restare Bree sveglia tutte le notti. Anche se la situazione potrebbe facilmente risolversi con un intervento chirurgico, Orson si rifiuta categoricamente. Bree trova allora un’altra soluzione ingerendo dei sonniferi, ma per colpa di una sviata di Orson, Bree viene narcotizzata e il mattino successivo ritarda ad una dimostrazione di cucina al centro commerciale. Di conseguenza, come punizione, Orson è costretto da Bree ad accettare l'operazione, eseguita dal dottor Cominis, fidanzato segreto di Andrew. Nel frattempo, la frattura cerebrale di Carlos risveglia la speranza che l’uomo possa riacquistare la vista. Purtroppo, Gabrielle non ne è tanto felice poiché, con la sua bellezza sfiorita, ha paura di deludere le aspettative del marito, e si mette quindi a dieta ferrea, ma quando confida i suoi timori a Carlos, questi la rassicura che l’amerà a prescindere dalla sua immagine. Porter è il maggior indiziato dell’incendio doloso, ma Lynette e Tom giurano di fare il possibile pur di proteggerlo. Per fortuna, Porter si proclama sinceramente innocente con Lynette, che poi visita Anne e la persuade ad abbandonare Fairview per averla lontana dal figlio. Poco prima di lasciare il paese, Anne svela a Lynette di non essere mai stata incinta di Porter, mentre Dave, escluso dalla lista dei sospettati, conferma falsamente alla polizia di aver intravisto Porter sul retro della locanda distrutta.

## Sprazzi di luce nell'oscurità
- Titolo originale: A Vision's Just a Vision
- Diretto da: Larry Shaw
- Scritto da: David Flebotte

### Trama
Una mattina, la polizia irrompe in casa Scavo per arrestare Porter, creduto l’incendiario del locale di Warren. Lynette e Tom, disperati, si affidano a Bob, in qualità di avvocato, per far rilasciare Porter su cauzione, che ammonta a 20.000 dollari. Siccome Tom non sa che i soldi del fondo fiduciario sono stati usati da Lynette per corrompere Anne ad allontanarsi da Fairview, Lynette non vede altro rimedio se non ipotecare la casa o vendere la pizzeria; in più, dalla versione di Porter su come, dopo la rissa con Warren al locale, si sia diretto in casa di Edie per rubarle una pistola con cui spaventare il rivale, Lynette entra con l’inganno dai Williams e deposita al suo posto l’arma. Porter viene dunque scarcerato in attesa di giudizio dal tribunale, ma quando Warren lo intimorisce per avergli rovinato la famiglia e il lavoro, il ragazzo, preso dal panico, abbandona la città e chiede al gemello Preston di sostituirlo davanti al giudice, dettaglio che non passerà inosservato a Lynette e Tom. Nel frattempo, il piccolo MJ cerca di ostacolare la relazione appena nata tra Mike e Katherine, augurandosi che il padre si rimetta insieme alla madre Susan prima o poi. L’intervento alla vista di Carlos va a buon fine, con grande felicità di Gabrielle, ma Carlos scopre che la moglie ha venduto una sua preziosa palla da baseball tramandatasi dalla sua famiglia e la costringe a restituirgliela. Gabrielle riesce a recuperare l’oggetto, ma intanto Carlos si rende conto degli immani sacrifici compiuti da Gabrielle negli ultimi 5 anni in cui lui era cieco, così rivende la palla per comprarle un sofisticato abito. Frattanto, Bree apprende che il chirurgo che ha svolto l’operazione al naso di Orson, Alex Cominis, è il ragazzo di Andrew, il quale si discolpa dicendo che la madre non si è mai realmente preoccupata dei suoi interessi amorosi, perciò Bree progetta una cena per conoscere Alex. Durante la serata, alla quale sono ospiti anche Bob e Lee, Bree capisce da questi ultimi che Alex è comparso in un film porno gay. Bree, allora, affitta il medesimo film per farlo sapere ad Andrew, ma il ragazzo evidenzia di esserne già a conoscenza e aggiunge che Alex lo fece soltanto per pagarsi gli studi dell’università; Andrew ha comunque intenzione di sposarlo, e Bree non può che esserne compiaciuta. Dave viene tormentato dalle visioni di una donna e di una bambina, ma al cimitero parla alle lapidi delle due, ossia Lila Dash e sua figlia Paige, morte nello stesso incidente stradale di Susan e Mike, e giura vendetta verso l’uomo che gliele ha portate via. 

## Un posto chiamato casa
- Titolo originale: Home Is the Place
- Diretto da: David Grossman
- Scritto da: Jamie Gorenberg

### Trama
Susan passa una serata in un locale gay con Lee, che ha da poco litigato con Bob, sempre troppo indaffarato per il caso Scavo. Jackson telefona Susan e le annuncia di aver ricevuto un’offerta di lavoro molto allettante ma lontano da Fairview, così prospetta alla donna la decisione di andare a convivere insieme. Disorientata sul da farsi, Susan si ubriaca e il mattino dopo si risveglia mezza nuda di fianco a Lee. Dapprima scombussolata, Susan scopre che non è successo nulla di compromettente tra lei e Lee, il quale la convince a riflettere meglio sull’idea del trasloco. Bree, intanto, conosce la futura suocera di Andrew, Melina, e le antipatie non faticano a spuntare in quanto Melina è decisa a voler far trasferire Andrew e Alex nella sua città di residenza che dista parecchio da Fairview. Pur di impedirlo, Bree dichiara, slealmente, di aver comprato già una casa per la coppia proprio a Wisteria Lane, mettendo a tacere Melina. Nel frattempo, Gabrielle incontra un ex collega di lavoro di Carlos, Bradley Scott, volenteroso a riavere con sé Carlos destinandogli un proficuo salario. Carlos, tuttavia, è più propenso ad esercitarsi in un lavoro che lo gratifichi a livello morale, come dedicarsi alle persone cieche, ma Gabrielle, oltre che ad allestire una cena con Bradley e sua moglie, riesce infine ad indurlo ad accettare il posto per ripagare tutti gli sforzi da lei effettuati negli anni. Bob capisce che il ragazzo che sta interrogando non è Porter, bensì suo fratello gemello Preston. Lynette e Tom hanno 48 ore di tempo per ritrovare Porter, oppure Bob dovrà dire la verità in tribunale per legge. Soltanto Preston è in contatto con Porter, che è scappato via perché terrorizzato dalle minacce di Warren. Lynette, allora, prende la decisione di investire Warren cosicché Porter possa tornare a casa senza pericoli, ma Preston dissuade la madre e le promette di far ragionare il fratello. Porter, infatti, si nasconde nell’ospizio dov’è in cura sua nonna Stella. Dave, nel contempo, finisce i medicinali per la sua psiche ed inizia ad avere altre allucinazioni su Lila e Paige, tant’è vero che una notte Edie lo sorprende delirante. Dave reagisce violentemente con Edie, la quale pretende di sapere il motivo del suo atteggiamento, perciò l’uomo le rivela di essere già stato sposato in precedenza. La notizia spinge Edie a cacciare di casa Dave, mentre Karen rincasa a Wisteria Lane dopo le sue inconcludenti investigazioni.

## Connessioni
- Titolo originale: Connect! Connect!
- Diretto da: Ken Whittingham
- Scritto da: Jordon Nardino

### Trama
Edie comunica alle sue amiche di aver sfrattato Dave a causa delle sue bugie, quando Susan rende noto il suo prossimo trasferimento con Jackson. Le attenzioni passano dunque da Edie a Susan, originando della collera in Edie. Nel pomeriggio, Susan e Edie, mentre bisticciano sull’accaduto, rimangono inavvertitamente barricate nella cantina di casa Williams e sono obbligate a trascorrere buona parte della giornata assieme. Per ammazzare il tempo, entrambe faranno mente locale sulle loro rispettive vite amorose, giungendo alla conclusione che Susan è sempre alla disperata ricerca di un uomo, al contrario di Edie che invece li usa come fossero oggetti; così, intanto che Edie chiede di riprovarci a Dave, ospitato in casa di Mike, Susan molla il progetto di trasferirsi con Jackson per godersi un po' di tempo da sola. Lynette, scoperto che Porter si è rifugiato da Stella, piomba istantaneamente dalla madre, la quale, irata con Lynette per averla rinchiusa in una casa di riposo dopo la morte di Glen, nega di ridarle Porter. Lungo la strada, Lynette mette in scena un incidente d’auto con cui attirare Stella e Porter all’ospedale, dove lei e Tom riescono a riprendersi il figlio, che vince la causa in tribunale per mancanza di prove. Lynette decide poi di porgere l’altra guancia a Stella, assicurandole che, se lei cambierà i suoi modi, verrà a trovarla più spesso coi figli. Nel frattempo, Bree viene altamente giudicata da Alex in base al suo approccio negativo con Orson, che fa ricordare al ragazzo gli stessi e identici atteggiamenti della madre che portarono al divorzio dei suoi genitori. Bree si ritiene offesa da Alex, e da lì i due scatenano una serie di litigi e frecciatine, finché Andrew non fa comprendere alla madre di non dover essere per forza una dittatrice con chiunque, perciò Bree si riconcilia con Alex. Gabrielle ha le mani nei capelli ora che Carlos è via per lavoro, poiché Juanita e Celia non le danno minimamente retta. Gabrielle passa all’attacco e lascia che un suo operaio sgridi le bambine, poi ci penserà Carlos a farle rigare dritto. Frattanto, Katherine avverte Mike di pensare di trasferirsi da sua figlia Dylan per darle una mano col nascituro, ma la carenza di replica dell’uomo ferisce Katherine. Mike, però, riesce a capire, grazie a Dave, di essersi innamorato di Katherine e aver abbondantemente dimenticato Susan, per cui si fa perdonare da Katherine regalandole dei fiori con cui la prega di non partire.

## Tutto si può riparare
- Titolo originale: The Best Thing That Ever Could Have Happened
- Diretto da: Larry Shaw
- Scritto da: Marc Cherry

### Trama
Eli Scruggs, l’amichevole tuttofare di Wisteria Lane, muore per un infarto mentre ripara il tetto di Susan. Quando l’annuncio della sua morte viene diffuso nel quartiere, le casalinghe ricordano quanto il buon cuore di Eli le abbia aiutate a superare momenti difficili: Susan ripensa al periodo in cui Karl la tradì con la sua segretaria, venendo confortata da Eli, di passaggio per cambiarle la serratura, ed esattamente 8 anni dopo, Eli fece lo stesso quando Susan era a pezzi per il divorzio con Mike; Lynette si rammemora invece di quando partorì Penny mentre cercava lavoro per staccare la spina da casa, ma un giorno, Lynette, intrattenuta da una conversazione telefonica lavorativa, si scordò di togliere la piccola dal seggiolino dell’auto, così Eli, accorgendosene, restituì Penny a Lynette, la quale, in colpa per aver messo a rischio la sua vita, decise di lasciare la carriera e dedicarsi esclusivamente ai figli; Bree ricorda che Rex denigrò la sua idea di scrivere un libro di ricette col quale riscattare il suo ruolo di casalinga, perciò Bree gettò la sua bozza nella spazzatura, ma Eli la raccolse, per poi riconsegnargliela anni dopo alla morte di Rex, provando a consolarla; Gabrielle si rammemora del suo arrivo a Wisteria Lane, che trovò alquanto deprimente e monotona in confronto alla sua precedente vita di modella, ma Eli la convinse a prendere parte alle partite di poker organizzate da Mary Alice, Susan, Lynette e Bree, alle quali fece una pessima impressione col suo egocentrismo, pertanto Eli parlò chiaro a Gabrielle, che si scusò con le ragazze instaurandoci un’amicizia vera e duratura; Edie rievoca il momento in cui il suo secondo marito la scaricò perché gay, ma Edie scambiò le dolci parole di Eli per un tentativo di seduzione e se lo portò a letto; l’ultima a commemorare Eli è proprio la voce narrante di Mary Alice, che dall’aldilà racconta del suo primo incontro con l’uomo, che, essendo senza un soldo bucato, era in cerca di lavoro, e Mary Alice gli chiese dunque di aggiustarle un vaso, poi la voce si sparse ed Eli divenne il tuttofare preferito di Wisteria Lane, ma Eli, il giorno stesso del suicidio di Mary Alice, non poté far niente per la donna, allora giurò di rimettere in sesto le vite dei residenti del quartiere, promessa che mantenne fino alla fine. Al funerale, Susan, Lynette, Bree, Gabrielle e Edie si radunano al cimitero per salutare un’ultima volta il loro caro Eli.
- Nota: l'episodio è il 100º della serie.

## Il potere dei soldi
- Titolo originale: Mama Spent Money When She Had None
- Diretto da: David Warren
- Scritto da: Jason Ganzel

### Trama
Susan vuole a tutti i costi iscrivere MJ in una rinomata scuola privata, ma né lei, né Mike hanno soldi a sufficienza per pagare la retta. Tuttavia, Susan viene a sapere che Mike ha speso una fortuna per una collana di perle regalata a Katherine e ne parla con quest’ultima, che concorda col discuterne anche con l’uomo. Mike, però, sostiene che la collana è solo un falso che gli è costata poco quanto niente, ed accusa Susan di non collaborare abbastanza nel racimolare soldi. Allora, Susan supplica il preside della scuola dove vorrebbe mandare MJ di assumerla come assistente di un docente di arte, così il piccolo viene ammesso. Intanto, Bree miete il successo del suo libro sfoggiando la sua nuova e lussuosissima auto appena comperata, riscontrando l’invidia di Lynette, che invece non se la sta passando altrettanto bene a livello economico. Avendo individuato la complicata situazione in cui versa l’amica, Bree le rende un considerevole assegno, ma Lynette, per non sentirsi in debito, rifiuta e le propone piuttosto di investire i suoi soldi nella pizzeria Scavo. Lynette e Bree diventano dunque socie, e Bree coglie al volo una festa indetta in suo onore al ristorante per predisporre un firma-copie, ma Lynette s’infuria con lei quando Bree cerca di comandare a bacchetta tutto e tutti, rinfacciandole di essersi trasformata in una donna piena di sé ed egoista da quando ha fatto carriera. Ciò porterà ad una spaccatura nell’amicizia tra Lynette e Bree. Nel frattempo, Gabrielle non sta nella pelle per un’uscita con Carlos nel posto in cui lui le fece la proposta di matrimonio la prima volta, ma è preoccupata per il suo aspetto fisico, così, su suggerimento di Edie, si unisce ad un allenamento militare molto duro in modo tale da dimagrire in fretta. Dopo aver momentaneamente abbandonato la sua meta, gli sforzi di Gabrielle verranno ricompensati e si reca quindi a cena con Carlos indossando lo stesso abito della loro sera speciale. Edie è sempre più incuriosita dalla prima moglie di Dave, al quale pone domande in continuazione, mentre Bob scopre che è proprio Dave che ha testimoniato contro Porter al processo, e Lee, una volta venutone a conoscenza dal marito, informa Tom, il quale, in uno scatto di rabbia, prende a pugni Dave, ma tace questo particolare a Lynette.

## Il lavoro nobilita l'uomo... e la donna
- Titolo originale: In a World Where the Kings Are Employers
- Diretto da: David Grossman
- Scritto da: Lori Kirkland Baker

### Trama
Nel primo giorno di scuola da studente di MJ e da docente di Susan, il bambino ha un malore che costringe la madre ad affidarlo a Mike, ma al suo ritorno, Susan scopre che Mike, impegnato con il lavoro, ha lasciato che Katherine badasse a MJ, incutendo in lei una sorta di gelosia per l’affetto che il figlio nutre verso Katherine. Infatti, MJ arriva a sgattaiolare fuori di casa per stare con Katherine, così Susan, stanca, dibatte della questione con la donna, la quale le riferisce che a breve Mike si trasferirà da lei e che, conseguentemente, starà più a stretto contatto con MJ. Intanto, Lynette e Tom sono in banca rotta e pensano di vendere il ristorante, che ormai è sull’orlo del fallimento, ma dormendoci sopra, Tom pondera sulla decisione di licenziare tutti i dipendenti e impiegare la sua famiglia come nuovo staff. In principio, Lynette decide di appoggiare Tom per non deluderlo, ma quando le cose vanno inesorabilmente in fumo, Lynette riesce a convincere il marito che la soluzione ideale è quella di rilevare la pizzeria. Nel frattempo, Orson capisce che Bree ha concesso un vantaggioso aumento a Andrew, perciò, dopo accurate ricerche, Orson scopre che il ragazzo guadagna il doppio di lui. Orson litiga dunque con Bree, che, in risposta, gli urla contro che l’unica ragione per cui lavora per lei è perché nessun altro era disposto ad investire in un ex detenuto. Gabrielle e Carlos, durante una cena con Bradley e sua moglie Maria, hanno notizia che quest’anno non ci saranno bonus per nessun sottoposto. Il caso vuole che Gabrielle, nei giorni a venire, colga sul fatto Brad amoreggiare con un’altra donna, da cui Gabrielle inizia a ricattarlo per garantire a Carlos un incentivo di 30.000 dollari. Gabrielle e Carlos, in seguito, vengono scelti da Brad e Maria quali padrini del loro figlio che sta per nascere. Frattanto, Dave trama vendetta e invita Mike e Katherine in campeggio con lui. 

## Le buone maniere
- Titolo originale: Crime Doesn't Pay
- Diretto da: Larry Shaw
- Scritto da: Jamie Gorenberg

### Trama
Susan decide di buttarsi alle spalle il rancore verso Mike e Katherine, così aiuta Katherine ad organizzare una festa per la loro convivenza. La spensieratezza viene meno quando Susan enuncia a Katherine che il quadro appeso in casa loro è stato dipinto dalla stessa Susan e che ritrae la luna di miele con Mike. Durante il party, Susan si accorge che Katherine ha rimosso il suo quadro, facendo scoppiare una lite tra lei e Mike, ma in un secondo momento Katherine fa capire a Susan che è già fin troppo complicato reggere il peso che la ex moglie del suo fidanzato abiti a pochi passi da lei, figurarsi tenere in casa un oggetto che immortala il loro amore. Susan, quindi, si riprende il dipinto per la gioia di Katherine. Nel frattempo, Lynette e Tom vendono finalmente la pizzeria per sanare la loro precaria situazione finanziaria, e Lynette subito cerca un lavoro a Tom. Dopo aver fatto pace con Bree, quest’ultima offre a Lynette e Tom un posto alla sua cena per far conoscere loro il suo editore, nel tentativo che possa fornire a Tom un qualche impiego. Nel corso della cena, però, Lynette concepisce di essere lei a voler tornare a lavorare nel mondo della pubblicità, e così dà il via ad una sfida con Tom per far colpo sull’editore, sebbene nessuno dei due abbia fortuna, mentre Bree sorprende Orson commettere piccoli furti ai danni di vicini e amici senza un’apparente ragione. Intanto, Gabrielle, spinta da Carlos e stufa di essere l’alibi perfetto con cui distrarre Maria, affronta Brad, minacciandolo di spiattellare la verità sul suo adulterio alla moglie se non lo farà prima lui, perciò Brad controbatte licenziando Carlos su due piedi. Giorni dopo, tuttavia, Gabrielle e Carlos vengono chiamati da Maria, alla quale Brad ha detto come stanno le cose, ma la donna ha reagito pugnalandolo a morte. I due coniugi denunciano dunque Maria alla polizia per l’omicidio di Brad. D’altra parte, Edie diventa sospettosa da un incontro inaspettato tra Dave ed un prete che pare conoscere bene il marito. Edie chiede umilmente al parroco di darle qualche risposta alle sue domande su Dave, ma l’unico particolare che il prete è disposto a concederle è il vero cognome di Dave, vale a dire Dash. 

## Piani segreti
- Titolo originale: The Story of Lucy and Jessie
- Diretto da: Bethany Rooney
- Scritto da: Jordon Nardino

### Trama
Susan procede col suo lavoro di aiutante nella scuola di MJ, ma l’avvertenza di una bambina sul licenziamento della precedente assistente sprona Susan, spaventata di fare la stessa fine, ad invitare a cena ed amicarsi la professoressa di arte, Jessie. Qualche bicchiere di vino in più, però, fanno sì che Jessie si riveli una lesbica attratta da Susan, tanto da baciarla sulle labbra. Susan mette in chiaro le cose con Jessie, restandoci amica e mantenendo il lavoro. Intanto, Gabrielle e Carlos, al funerale di Brad, vengono avvicinati dal capo dell’azienda per la quale lavora Carlos che promuove l’uomo al posto vacante di presidente lasciato da Brad, il quale non fece in tempo ad ufficializzare il suo licenziamento. Non appena scopre che Carlos è affiancato dalla sua ex ragazza Lucy, segretaria sul lavoro, Gabrielle convince Carlos ad assumere Lynette, anch’essa in cerca di un’occupazione, in maniera tale da avere una spia che monitori le mosse dei due. Quando Lynette capisce di essere stata usata da Gabrielle, dapprima perde le staffe, ma poi entrambe faranno gioco di squadra per i rispettivi interessi. Nel frattempo, Bree cerca di rimediare ai furti di Orson, che continua a derubare i propri vicini. Ad un certo punto, una Bree stufata decide di frequentare uno psicanalista per la strana forma di cleptomania del marito. Mentre Edie legge un articolo negli archivi cittadini attraverso il quale apprende che Dave, oltre che ad una moglie, aveva anche una figlia piccola, morte assieme in un tragico incidente d’auto, Dave, Mike e Katherine partono alla volta del campeggio.

## Una scintilla nell'oscurità
- Titolo originale: A Spark. To Pierce the Dark.
- Diretto da: David Grossman
- Scritto da: Alexandra Cunningham

### Trama
Susan accoglie nella sua classe il figlioletto di Karl, Evan, che però manifesta uno strano comportamento che lo porta a creare disegni macabri e sanguinolenti. Susan allerta Karl dell’insolito atteggiamento di Evan, così l’uomo capisce che ciò è dovuto alla partenza improvvisa di Marisa, ex moglie di Karl e madre di Evan che li ha abbandonati poche settimane prima. Nel frattempo, Lynette e Gabrielle cominciano a non sopportare più l’antipatia e la tirannia di Lucy, dentro e fuori ufficio: Lynette apprezzerebbe che Lucy le concedesse del tempo libero da passare con la sua famiglia, mentre Gabrielle vorrebbe la stessa cosa per Carlos così da stare un po' più insieme in intimità. Un giorno, quindi, Gabrielle fa visita a Carlos con Juanita e Celia, che vengono trattate male da Lucy credendole figlie della donna di servizio, perciò Carlos licenzia Lucy per la soddisfazione di Lynette e Gabrielle. Intanto, il terapeuta di Orson comunica a Bree che la ragione dietro alle recenti rapine dell’uomo sta nel suo voler ferire indirettamente Bree, poiché la moglie sembra essere molto più presa dalla sua azienda che dal marito. Pur di salvaguardare il suo matrimonio, Bree è sul punto di cedere la sua attività ad un compratore, ma Andrew riesce a farla rinsavire e Bree realizza di tutto il percorso che l’ha condotta dov’è adesso, pertanto rifiuta di vendere. Frattanto, Dave, Mike e Katherine giungono al campeggio, e Dave ultima il suo piano di vendetta verso Mike cercando di uccidere Katherine per esporlo al suo stesso dolore per la perdita della sua amata, ma all’ultimo secondo Dave viene fermato da un messaggio di Edie, la quale ha finalmente scoperto il suo segreto: Dave è il marito di Lila e padre di Paige, morte nel medesimo scontro automobilistico di Susan e Mike, dunque il suo scopo è di ferire l’uomo che era al volante dell’altra auto. Rientrato a Wisteria Lane, Dave tenta di ammazzare Edie durante un’accesa discussione, ma la donna riesce a scappare con la macchina. Scossa e terrorizzata, Edie sbanda per evitare Orson, fuggiasco dopo un ennesimo furto, e colpisce un palo dell’elettricità. Essendo piovuto poco prima, i fili toccano terra, e nell’attimo in cui Edie appoggia i piedi sul cemento, rimane folgorata e cade a terra priva di sensi. 

## Unica nel suo genere
- Titolo originale: Look Into Their Eyes and You See What They Know
- Diretto da: Larry Shaw
- Scritto da: Matt Berry

### Trama
Sotto lo sguardo sconvolto dei suoi amici e vicini, Edie esala il suo ultimo respiro. Un paio di giorni dopo, Dave, fingendo di non saperne nulla, chiede alle amiche casalinghe della defunta moglie, Susan, Lynette, Bree, Gabrielle e Karen, di recapitare le ceneri di Edie al figlio Travers, studente al college. Le cinque, durante il viaggio in macchina, decidono di celebrare la memoria di Edie rievocando aneddoti che raccontano quello che la donna, col suo modo di fare sarcastico e a tratti brutale, aveva fatto per tutte loro: Susan ricorda del suo primo incontro con Edie, dal quale si presagì che le due sarebbero diventate ottime amiche, fino a quando Susan non capì che Edie andava a letto con uomini sposati, ma in seguito Edie notificò a Susan del possibile tradimento di suo marito Karl; Lynette pensa alla brutta fase della sua vita in cui soffriva di cancro, abbandonandosi completamente al proprio destino, ma Edie, portandola in un locale, la incoraggiò a non perdersi d’animo e a lottare contro la sua malattia a testa alta; Bree, invece, richiama alla mente di quando scoprì che Edie, dopo essere stata esiliata da Wisteria Lane, fosse la sola e unica visitatrice di Orson durante la sua reclusione in prigione, alche Bree ne parlò con Edie, la quale la fece capacitare di quanto Orson l’amasse, perciò Bree si convinse a recarsi maggiormente in visita dal marito; Gabrielle, nel frattempo, si rammemora di una particolare serata di baldorie con Edie, ai tempi in cui divorziò da Carlos, nella quale si sfidarono ad una gara di “mangia-uomini”, vinta poi da Gabrielle, così Edie le confidò in un momento di sconforto la sua paura di invecchiare, alleviata però dalla certezza che non sarebbe stata capace di vivere più di 50 anni, convinzione drammaticamente avveratasi. Raggiunto il campus, il quintetto rintraccia il giovane Travers, dandogli la spiacevole notizia, ma il ragazzo appare per niente toccato dalla dipartita della madre, che non ha mai considerato tale per via del suo abbandono. Karen, allora, narra commoventemente a Travers di un episodio riguardante Edie, che anni prima, mentre Karen era giù di morale per l’anniversario della morte di suo figlio, espresse il suo infinito amore per Travers che la indusse ad affidarlo alle cure del padre piuttosto che a farlo crescere dall’orribile persona che pensava di essere. Travers raccomanda quindi di spargere le ceneri di Edie alle 5 casalinghe, che, tra alti e bassi, sono state le sue migliori amiche. Alla sera, tramite lo “spirito” di Edie, Karen ha l’illuminazione di seminare quel che resta di Edie lungo il luogo che, nonostante tutto, aveva amato e odiato di più: il viale di Wisteria Lane. Il giorno successivo, Susan, Lynette, Bree, Gabrielle e Karen esaudiscono la richiesta, così che Edie riposi in eterno tra le case, le staccionate, gli alberi e i giardini che risultano a prima vista banali, ma che rappresentano i dettagli di una vita pienamente vissuta e priva di rimpianti, adatta ad una donna come Edie: unica nel suo genere. 
- Nota: la voce narrante di Mary Alice viene temporaneamente sostituita da quella di Edie, morta ad inizio episodio.

## Verità nascoste
- Titolo originale: Rose's Turn
- Diretto da: David Warren
- Scritto da:

### Trama
Orson viene ricoverato all’ospedale per la botta alla testa ricevuta da Rose Kemper, l’anziana donna proprietaria della casa in cui s’intrufolò per rubare la sera stessa della morte di Edie, ma fa finta di essersi ferito da solo. Orson promette poi a Bree di smetterla con furti e bugie, ma più in avanti, Bree scopre da Katherine della storia di Rose secondo la quale un individuo si è introdotto in casa sua, così Bree subito capisce del coinvolgimento di Orson nella faccenda. Quando Orson continua a negare il vero, Bree decide finalmente di divorziare. Intanto, Tom è afflitto dalla costante assenza di Lynette per lavoro, perciò si aggrega ad un Club di Giardinaggio insieme a Gabrielle, che riesce a renderlo più che altro un Club di Margarita, ma ben presto Tom entra nel mirino di Patty Rizzo, conosciuta per la sua fama di “assatanata”. Gabrielle avverte quindi Tom di starle lontano per non danneggiare il suo matrimonio con Lynette. Parallelamente, Tom vieta a Lynette di utilizzare il bagno privato di Carlos in ufficio, ma il giorno seguente, Carlos, mentre attende che Lynette si finisca di preparare, aiuta la donna ad alzarsi dalla doccia dopo essere caduta e svenuta, vedendola conseguentemente nuda. Lynette prega Carlos di non parlarne con Tom, ma durante una cena tra gli Scavo e i Solis tutti i loro segreti vengono a galla, malgrado ciò, riusciranno a superare l’iniziale momento di tensione. Nel frattempo, Susan cerca di stare vicino a Dave, devastato dall’incidente di Edie, per il quale si sente in torto a causa del litigio antecedente alla morte della moglie. Susan sequestra a Dave una pistola e qualsiasi oggetto di pericoloso in casa, per paura che l’uomo possa commettere un gesto suicida, poi gli confessa una verità nascosta: non era Mike a guidare la fatidica notte dello scontro d’auto, bensì la stessa Susan, ma Mike si prese la colpa per proteggerla. Dave, allora, sposta la sua sete di vendetta verso Susan.

## Contrattazioni
- Titolo originale: Bargaining
- Diretto da: David Grossman
- Scritto da:

### Trama
Jackson ritorna a sorpresa nella vita di Susan con una proposta di matrimonio improvvisa. Susan accetta felicemente solo per scoprire che in realtà l’unica ragione per cui Jackson l’ha chiesta in sposa è che gli serve il riconoscimento della cittadinanza americana, onde evitare di venir espulso e rimpatriato in Canada. Ciononostante, Susan decide comunque di maritarsi con Jackson, cancellando quindi la gita in barca prefissata da Dave, il quale viene avvisato dalla polizia che il cadavere carbonizzato all’incendio del locale è quello del dottor Heller, che dice di non conoscere. Intanto, Lynette e Tom stipulano un accordo che prevede un’abbondante sequenza di rapporti sessuali con cui ravvivare il loro matrimonio, ma per Tom diventa di fondamentale importanza dato che non sa più cosa farne della propria vita da uomo di mezz’età disoccupato. Nel frattempo, Gabrielle becca Juanita truccarsi coi suoi cosmetici poiché la bambina non si vede all’altezza della madre, così Carlos esorta Gabrielle a non ricorrere ai trucchi durante la sua proclamazione a “Uomo d’affari latino dell’anno” per insegnare alla figlia che l’apparenza non conta, ma solo il discorso motivazionale di Gabrielle a Juanita riuscirà a sortire l’effetto sperato. Bree s’interpella a Karl, celebre avvocato divorzista, per ottenere tutti i suoi beni ed averi al termine della separazione da Orson, ma in cambio, Bree convince il piccolo MJ ad invitare al suo pigiama party anche Evan, figlioletto di Karl. Nel contempo, Katherine comincia a preoccuparsi per il suo futuro con Mike, che ammette di non volersi mai più sposare. 

## Maschere
- Titolo originale: Marry Me a Little
- Diretto da: Larry Shaw
- Scritto da:

### Trama
Lynette fa fronte alla nuova pazzia di Tom di appellarsi ad una chirurgia plastica con cui si augura di trovare in fretta un nuovo lavoro, sembrando di gran lunga più giovane. Lynette combina quindi un incontro tra Tom e un suo collega da poco sottopostosi ad un intervento che lo ha radicalmente cambiato in peggio, ma quando neanche ciò distoglie la determinazione del marito, Lynette gli fa rimuovere questa sua folle idea dicendogli che sarà solo grazie alla sua esperienza che troverà un lavoro. Nel frattempo, mentre cerca di educare Juanita su come i soldi non comprino la felicità, Gabrielle rincontra Fran, una sua vecchia conoscenza che da ricca snob è caduta in disgrazia dopo la morte di suo marito, difatti ora si reca quotidianamente in una mensa per i poveri. Gabrielle presta dei soldi a Fran in un atto di solidarietà, ma viene nuovamente assalita dal terrore che il suo denaro possa svanire da un momento all’altro. Intanto, Bree e Karl escogitano un piano per fare in modo che Orson, ignaro del divorzio, perda ogni diritto sui beni in comune con la moglie: simulano un furto in casa Hodge, mentre tutti sono indaffarati alla festa di fidanzamento ufficiale tra Susan e Jackson, e nascondono poi l’argenteria ed ogni oggetto di valore in un deposito affittato a nome di Bree, ma Orson scopre la verità mediante una telefonata. Al party, Susan inizia a temere che, sposando Jackson, non potrà più ottenere gli alimenti da Mike, senza i quali non riuscirebbe a mantenere lei e MJ, così Katherine, speranzosa nel matrimonio dei due così da avere la sicurezza che tra Susan e Mike non ricapiti nulla, le inoltra un’email da parte di Mike attestando di continuare a pagarle gli alimenti anche dopo le nozze. La mattina del loro matrimonio, purtroppo, Jackson viene prelevato da una pattuglia accusato di immigrazione clandestina, soffiata eseguita alla polizia da Dave, impaurito da Jackson, il quale avrebbe potuto testimoniare contro di lui affermando di averlo visto sul retro del locale la sera dell’incendio.

## Il cerchio si stringe
- Titolo originale: Everybody Says Don't
- Diretto da: Bethany Rooney
- Scritto da: John Pardee, Joey Murphy

### Trama
Orson pedina Bree e Karl sino al deposito e scopre come stanno davvero i fatti. Nonostante Bree voglia il divorzio immediato e prenda la decisione di rinunciare addirittura a parte dei suoi averi, Orson si dice disposto a lasciar perdere tutto perché l’ama ancora, ma al cospetto della fermezza di Bree, l’uomo è costretto a ricattare la moglie con la possibile denuncia della frode assicurativa commessa nella congettura della rapina insieme a Karl. Intanto, Lynette si stupisce dall’ultima mossa di Tom, che ha ora in testa di iscriversi all’università dove lei sperava venisse ammesso Preston, per studiare il cinese. Seguendo un suggerimento di Bree, Lynette gioca d’astuzia e nasconde a Tom un messaggio sulla segreteria telefonica che precisa dell’anticipazione della prova d’ingresso all’università, così Lynette fa ubriacare il marito la notte prima del test, e Tom svolge dunque il compito ancora sbronzo. Lynette nota di aver sbagliato, però, quando capisce da Tom che la sua decisione di laurearsi in lingue orientali gli avrebbe garantito immensi sbocchi lavorativi. Gabrielle e Carlos vengono invitati ad una rimpatriata della famiglia di lui, in cui una zia chiede gentilmente ai presenti di prendersi cura della nipote adolescente Ana, poiché lei non è più nelle condizioni fisiche di farcela. Carlos si offre con piacere, contro il parere discordante di Gabrielle, a cui non è mai piaciuta la sua famiglia. Nel frattempo, Katherine annuncia a Susan del suo imminente matrimonio con Mike, perciò Susan dà il via libera a Dave per la loro gita al lago proprio quando Dave era sul punto di eliminare MJ, istigato dalle visioni di Edie, Heller, Lila e Paige, per far soffrire Susan col suo stesso dolore per la morte della figlia. Mentre Karen e sua sorella Roberta vengono a sapere della morte del dottor Heller e mettono a punto la loro prossima mossa, Jackson, prima di venire deportato in Canada, aggrava la posizione di Dave spiegando agli inquirenti di averlo visto sul retro del locale incendiato. Frattanto, Dave, Susan e MJ partono per la loro vacanza, ma prima, Dave lascia a Mike un nastro registratore spacciandolo per un filmato delle prove della loro vecchia band, ma nel quale invece confessa il motivo della sua futura azione: uccidere MJ.
- Nota: il personaggio di Edie Britt appare per l'ultima volta nella serie in questo episodio.

## I tarli della mente
- Titolo originale: If It's Only In Your Head
- Diretto da: David Grossman
- Scritto da: Jeffrey Richman

### Trama
Lynette ha degli inaspettati attacchi di malore che le fanno supporre di un possibile ritorno del cancro, ma, ad analisi completate, scopre invece di essere incinta di ben due gemelli. Lynette e Tom, però, non sanno come prendere la cosa, considerando il lavoro di Lynette e l’ammissione, inattesa, di Tom all’università. Intanto, Karl assolda un malfattore che aggredisca Orson affinché lo convinca con la forza ad arrendersi al divorzio da Bree, la quale licenzia in tronco Karl per il suo ricorso alla violenza, ma la stessa Bree capisce di essere attratta molto dall’uomo, col quale intraprende una relazione segreta. Nel frattempo, Gabrielle e Carlos danno il loro benvenuto ad Ana, affascinante nipote di Carlos che non tarda a dimostrarsi un’adolescente dall’animo ribelle pronta a scontrarsi spesso e volentieri con Gabrielle. Frattanto, Dave, Susan e MJ sono in viaggio, mentre Mike e Katherine si apprestano a partire per Las Vegas, dove si sposeranno. Tuttavia, Mike guarda il video della confessione di Dave, così allerta telefonicamente Susan e si precipita da lei e MJ, lasciando una povera Katherine da sola all’aeroporto. Contemporaneamente, Karen e Roberta vengono interrogate dalla polizia per essere entrate di soppiatto in casa di Dave, ma le donne, assieme ai detective, riusciranno a venire a capo della vera identità di Dave e del suo spericolato piano di vendetta. Infatti, dopo che Susan tenta di scappare con MJ, Dave le svela i suoi propositi: farà scendere solo Susan dall’auto e la immobilizzerà in maniera tale da farle assistere inerme alla morte di MJ, bloccato nella macchina con Dave quando Mike arriverà a gran velocità, travolgendoli e chiudendo quindi la cerchia iniziata con la scomparsa di Lila e Paige. Fortunatamente, all’ultimo secondo, Dave libera MJ per pietà nei confronti di un bambino innocente, e lascia che Mike gli venga contro bruscamente; sia Mike, che Dave sopravvivono al colpo, ma Dave verrà internato definitivamente in un istituto psichiatrico, e Mike scambia un bacio appassionato con Susan. 
2 mesi dopo, nella chiesa di Fairview viene celebrato il matrimonio tra Mike e una donna, il cui volto non viene mostrato, ma che potrebbe essere uno dei suoi due amori: Susan o Katherine.